# Ishøj Station
Ishøj Station er en S-togs-station sydvest for København Centrum. Stationen ligger på en dæmning og består af to spor med hver sin sideliggende perron. To store glas-ventesale omslutter perronerne hvor togene holder i midten. Stationen ligger centralt i Ishøj og er bygget sammen med Ishøj Bycenter. På den anden side af stationen ligger en stor busterminal. Stationen ligger på Køge Bugt-banen og betjenes af linje A og E.
Ishøj Station åbnede 26. september 1976, da den anden etape af Køge Bugt-banen åbnede fra Vallensbæk til Hundige.
Stationen var gennem en omfattende ombygning i 2005. Her blev den bygget tættere og mere direkte sammen med centret, samtidig blev dens lidt mørke præg fra 1970'erne erstattet med en ny bygning med store glaspartier. På billedet ses stationen efter ombygningen. Samtidig med ombygningen i 2005 åbnede en Kort & Godt-butik i stedet for det tidligere billetsalg, den er efterfølgende ændret til en 7-Eleven butik. Den er placeret i gangtunnelen under perronen for tog mod Københavns Hovedbanegård.
Ishøj Station bliver den sydlige endestation for Hovedstadens Letbane, hvis første del til Rødovre Nord Station forventes at åbne i efteråret 2025. I den forbindelse bliver der anlagt en letbanestation med to spor og en øperron ved den nordlige side af busterminalen. Udkørslen bliver langs den sydlige side af Vejlebrovej, hvor der bliver en sporkrydsning, og videre i midten af Ishøj Stationsvej.

## Antal rejsende
Ifølge Østtællingen var udviklingen i antallet af dagligt afrejsende med S-tog:
| År   | Antal | År   | Antal | År   | Antal | År   | Antal |
| ---- | ----- | ---- | ----- | ---- | ----- | ---- | ----- |
| 1957 | -     | 1974 | -     | 1991 | 6.543 | 2001 | 6.057 |
| 1960 | -     | 1975 | -     | 1992 | 6.121 | 2002 | 6.017 |
| 1962 | -     | 1977 | 2.850 | 1993 | 6.519 | 2003 | 6.186 |
| 1964 | -     | 1979 | 4.714 | 1995 | 6.670 | 2004 | 6.007 |
| 1966 | -     | 1981 | 5.399 | 1996 | 6.727 | 2005 | 5.755 |
| 1968 | -     | 1984 | 5.650 | 1997 | 6.400 | 2006 | 5.137 |
| 1970 | -     | 1987 | 5.030 | 1998 | 6.824 | 2007 | 5.215 |
| 1972 | -     | 1990 | 6.140 | 2000 | 6.870 | 2008 | 5.193 |